# Чемпионат мира по фигурному катанию 1899
Чемпионат мира по фигурному катанию 1899 года был проведён Международным союзом конькобежцев (ИСУ) в Давосе (Швейцария). На тот момент фигурное катание представляли только мужчины в одиночном катании.
В 1899 году ИСУ были приняты правила, касающиеся назначения судей и составления судейской бригады на соревнованиях. Кроме рефери, в бригаде должно было быть по крайней мере 5 судей, которые назначались ежегодно. Каждая ассоциация, принимающая участие в чемпионате, имела право назначить одного судью, однако, если судей не хватало, то страна, в которой проводится соревнование, имела право выставить больше судей.

## Результаты
| Место | Имя            | Страна         | Сумма мест |
| ----- | -------------- | -------------- | ---------- |
| 1     | Густав Хюгель  | Австрия        | 7          |
| 2     | Ульрих Сальхов | Швеция         | 8          |
| 3     | Эдгар Сайерс   | Великобритания | 15         |

## Судейская бригада
Вся судейская команда на этом чемпионате была из Швейцарии. В то время, особенно в период перед Первой мировой войной, количество участников и ассоциаций в фигурном катании было ограничено, поэтому иногда было трудно найти судейскую бригаду, в которую входили бы судьи из разных стран.
- H. Günther  Швейцария
- F. Stahel  Швейцария
- P. Birum  Швейцария
- C. Steffens  Швейцария
- J. Olbeter  Швейцария